# 혼전 성교
혼전 성교(婚前性交, 영어: premarital sex) 또는 혼전 성관계(婚前性關係) 혹은 혼전 섹스(婚前sex)는 남성과 여성이 결혼하기전 성교를 가지는 것을 의미한다. 성교 이외의 성적 행위를 갖는 것도 포함시키기도 한다.
오늘날의 혼전 성교는 대부분 남성과 여성간의 신체적 교감 및 쾌락을 목적으로 이루어지고 있으나 문란한 혼전 성교가 에이즈(AIDS)같은 성병의 확산을 부추기고 있다는 부정적인 견해도 적지 않으며 문화권에 따라 혼전 성교의 도덕성에 대해 많은 논란이 상존하고 있다.

## 혼전 성교에 대한 여론
2002년, 일반인을 대상으로 한 여론조사에서는‘사랑하는 사이라면 결혼 전에 성관계를 갖는 것도 무방하다’고 응답한 사람은 1992년 42.1%에서 2002년 56.2%로 상승한 데 비해서 ‘여자는 결혼때까지 순결을 지켜야 한다’고 응답한 사람은 85.0%(1992년)에서 65.6%(2001년)으로 20%가량 줄어든 것으로 나타났으며
2006년 대한민국 대학생 10명 중 8∼9명은 혼전 성관계에 대해 개방적인 태도를 갖고 있었다. 서울대 사회학과 조사실습팀이 경북대·서울대·서울시립대·연세대·전북대·한림대 등 6개 대학생 554명을 대상으로 실시한 성 의식 설문조사 결과에 따르면 혼전 성관계에 대한 의견을 묻는 질문에 응답자의 14.5%만이 ‘어떠한 경우에도 불가하다’고 답했다. 반면 52.5%는 ‘사랑하는 사이라면 무방하다’, 27.5%는 ‘결혼을 약속했다면 무방하다’고 말했으며 ‘어떠한 조건 없이도 무방하다’라는 응답도 5.4%가 나왔다.
출신 고교 지역별로는 호남권 출신자의 28.6%가 혼전 성관계에 무조건 반대한다는 의견을 밝혔고 수도권과 영남권에서는 이 비율이 7.1%에 지나지 않았다. 2006년 설문조사 당시 대학생 성관계 경험자 중에서는 설문참여 전체 대학생의 75.7%, 남학생의 70.4%, 여학생의 86.2%가 ‘애인과 처음으로 성관계를 가졌다’고 답했으며, 이성 친구·동료·선후배와 첫 성관계를 가진 비율은 남학생 16.5%, 여학생 10.3%였다.
2007년, 서울 지역 중고생 2898명을 상대로 실시한 여론조사에서는 48%의 고등학생이 혼전 성교를 허용해야 한다는 입장을 보였으며 중학생은 27%가 혼전 성교 허용 지지 입장을 보였다. 또한 중학생의 성경험율은 1.1%, 고등학생은 7.5%인 것으로 집계됐으며 중학생은 평균 13. 3세에, 고등학생은 15.2세에 첫 성경험을 한 것으로 조사된데 비해 성관계를 경험한 학생들의 콘돔 사용율은 32.3%에 그쳤고 여고생의 낙태율은 27%에 육박하는 것으로 나타났다.

## 같이 보기
- 속도위반 결혼
- 자유 연애
- 성교
- 성적 행위